# AS Pontoise-Cergy TT
Die Association sportive de Pontoise-Cergy Tennis de table (abgekürzt AS Pontoise-Cergy TT oder einfach ASPCTT) ist ein Tischtennisverein aus Pontoise in Frankreich. Zu den größten Erfolgen zählen der Gewinn der Champions League 2014 und 2016 sowie der Gewinn der Meisterschaft in der höchsten französischen Spielklasse, der Pro A, in den Jahren 2015 und 2016.

## Geschichte
In der Saison 1993/94 spielte der Verein das erste Mal in der höchsten französischen Spielklasse (damals Superdivision) und errang in dieser und der folgenden Saison jeweils den dritten Platz. Daraufhin war man jedoch gezwungen, das Team aufzulösen.
| Kader der ersten Mannschaft | Kader der ersten Mannschaft | Kader der ersten Mannschaft | Kader der ersten Mannschaft | Kader der ersten Mannschaft | Kader der ersten Mannschaft |
| --------------------------- | --------------------------- | --------------------------- | --------------------------- | --------------------------- | --------------------------- |
| 2010/11                     | Chiang                      | Fejer-Konnerth              | Mattenet                    | Franz                       |                             |
| 2011/12                     | Freitas                     | Flore                       | Mattenet                    | Franz                       |                             |
| 2012/13                     | Freitas                     | Flore                       | Wang                        | Franz                       | Kosowski                    |
| 2013/14                     | Freitas                     | Flore                       | Wang                        | K. Karlsson                 |                             |
| 2014/15                     | Freitas                     | Flore                       | Wang                        | K. Karlsson                 |                             |
| 2015/16                     | Freitas                     | Flore                       | Wang                        | K. Karlsson                 |                             |
| 2016/17                     | Freitas                     | Flore                       | M. Karlsson                 | Stoyanov                    |                             |
| 2017/18                     | Freitas                     | Flore                       | Akkuzu                      | Stoyanov                    |                             |
| 2018/19                     | Baum                        | Flore                       | Akkuzu                      | Falck                       |                             |
| 2019/20                     | Baum                        | Flore                       | Lebesson                    |                             |                             |
| 2020/21                     | Baum                        | Flore                       | Mattenet                    | Robinot                     |                             |

Erst etwa zehn Jahre später, nach dem Gewinn der Meisterschaft in der Pro B, gelang die Rückkehr an die nationale Spitze, wo sich der Verein seitdem etablieren konnte. In der ersten Saison 2004/05 erreichte man den fünften Platz, in der folgenden gelang der Einzug ins Halbfinale des ETTU Cups, ein Jahr später die Viertelfinalteilnahme in der Champions League. Auf nationaler Ebene folgte in den Jahren 2009 und 2010 der Gewinn der Vizemeisterschaft, 2010/11 wurde erneut das Halbfinale des ETTU Cups und 2011/12 das Viertelfinale der Champions League erreicht. 2012/13 wurde das Team erneut Vizemeister in der Pro A und zog erstmals ins Champions-League-Halbfinale ein.
In den folgenden beiden Saisons gelangen die vorerst größten Erfolge: 2013/14 folgte eine weitere Vizemeisterschaft und mit einem sehr knappen Sieg der Gewinn der Champions League gegen Gazprom Fakel Orenburg. Schon im Viertelfinale hatte man sich mit 0:3 und 3:0 nur knapp gegen Werder Bremen durchsetzen können (Satzverhältnis 12:14 für Pontoise-Cergy), während Orenburg sein Halbfinale mit 2:3 und 3:2 (19:20 nach Sätzen) gewann. Im Finale folgte für Pontoise-Cergy dann nach einem relativ deutlichen 3:1-Sieg im Hinspiel eine 1:3-Niederlage in Orenburg, sodass schließlich das Satzverhältnis von 18:16 für Pontoise-Cergy entschied. In der Saison 2014/15 schied man in der Champions League zwar bereits im Viertelfinale aus, dafür gelang erstmals der Gewinn der französischen Meisterschaft.
Die erfolgreichste Saison wurde 2015/16: Schon zwei Spieltage vor Saisonende sicherte sich der Verein mit einem Sieg über Chartres ASTT die französische Meisterschaft, zudem gewann er in einem erneut knappen Finale die Champions League: Nachdem man gegen den Überraschungsfinalisten Eslövs AI das Hinspiel mit 1:3 und 5:9 Sätzen verloren hatte, wendete Pontoise das Blatt im Rückspiel mit einem 3:1-Sieg (10:5 Sätze), was ein noch knapperes Ergebnis als beim letzten Titelgewinn 2014 bedeutete.
2021 gewann das Team in der Besetzung Baum, Mattenet, Robinot den ETTU Cup mit dem Finalsieg gegen SPG Walter Wels.

## Erfolge
Champions League
- Sieger: 2014, 2016
- Halbfinalist: 2013, 2017

ETTU Cup
- Sieger: 2021
- Halbfinalist: 2006, 2011

Französische Meisterschaft
- Meister: 2015, 2016
- Vizemeister: 2009, 2010, 2013, 2014
- Dritter: 1994, 1995, 2017